# Chaumont-Gistoux

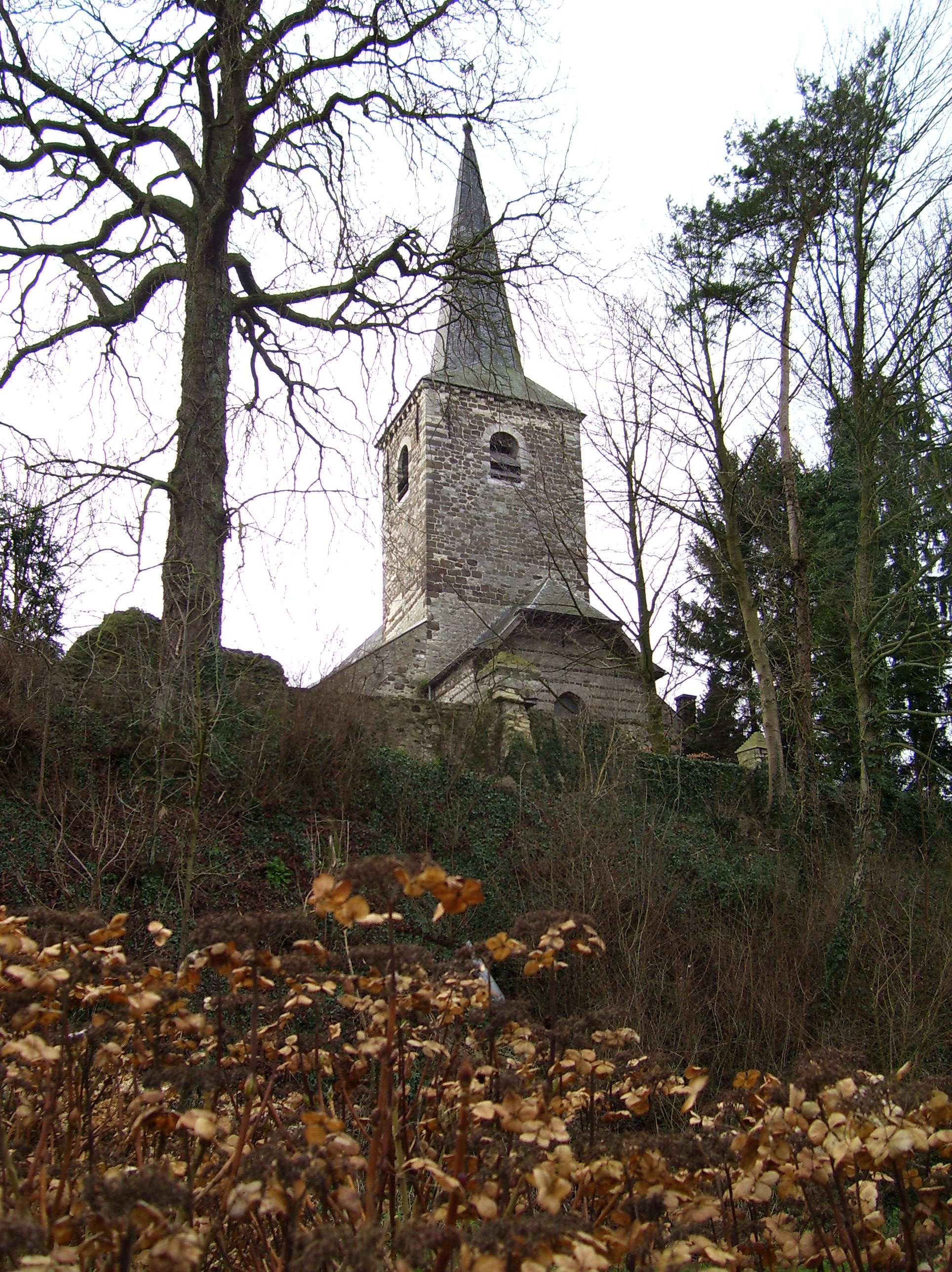
Kyrka i Chaumont

Chaumont-Gistoux (vallonska Tchåmont-Djistou) är en kommun i den franskspråkiga provinsen Vallonska Brabant i Belgien. Den består av fem ortsdelar Bonlez, Corroy-le-Grand, Dion-Valmont, Longueville och Chaumont-Gistoux, som fusionerades 1977.

## Museer
I Longueville finns ett urmakerimuseum, som informerar om fyra århundraden av urmakeri i Europa, visar sällsynta pendelur och har en finmekaniska verkstad.
I Chaumont finns ett krigsmuseum som ägnar sig åt andra världskrigets regionala historia. Där visas planer och fotografier av Koningshooikt-Wavre-linjen (ligne KW) samt uniformer och vapen.